# Malmingen (Frödinge socken, Småland)
Malmingen är en sjö i Vimmerby kommun i Småland och ingår i Motala ströms huvudavrinningsområde. Sjön har en area på 0,544 kvadratkilometer och ligger 121,2 meter över havet. Sjön avvattnas av vattendraget Djursdalaån.

## Delavrinningsområde
Malmingen ingår i det delavrinningsområde (640344-150414) som SMHI kallar för Mynnar i Juttern. Medelhöjden är 146 meter över havet och ytan är 25,48 kvadratkilometer. Det finns inga avrinningsområden uppströms utan avrinningsområdet är högsta punkten. Djursdalaån som avvattnar avrinningsområdet har biflödesordning 3, vilket innebär att vattnet flödar genom totalt 3 vattendrag innan det når havet efter 180 kilometer. Avrinningsområdet består mestadels av skog (65 procent) och jordbruk (17 procent). Avrinningsområdet har 1,71 kvadratkilometer vattenytor vilket ger det en sjöprocent på 6,7 procent.